# Brusturi (Bihor)
Brusturi is een Roemeense gemeente in het district Bihor.
Brusturi telt 4064 inwoners.